# Diocese de Terni-Narni-Amelia
A Diocese de Terni-Narni-Amelia (Dioecesis Interamnensis-Narniensis-Amerina) é uma circunscrição eclesiástica da Igreja Católica na Itália, dependente diretamente da Santa Sé e à Conferenza Episcopale Italiana.
A sé episcopal está na Catedral de Terni, na Região da Úmbria.
O território da diocese compreende as 3 comunas do nome da diocese. Possui 81 paróquias.
A população Católica é de 99,1%. Suas histórias remontam ao século II ou III. Em 1907 Terni e Narni foram unidas em uma única diocese. A fusão com Amelia começou em 1983 e foi concluída em 1986 com a definitiva criação da diocese de Terni-Narni-Amelia.

## Lista dos Bispos de Narni
- S.Giovenale I. (359–376)
- Massimo (376–416)
- Pancrazio I. (416–455)
- Ercole (455–470)
- Pancrazio II. (470–493)
- Vitaliano (499–533)
- Procolo (536–536)
- Cassio (536–558)
- DE 558-730:SEDES UNIDAS DE TERNI E NARNI
- Giovenale II. (558–565)
- Prejecto (591–595)
- Costantino I. (595–601)
- Anastasio (649–653)
- Deusdedito (680–721)
- Vilaro (721–730)

### Apenas Bispos de Narni
- Costantino II (741–769)
- Ansulado (769–853)
- Stefano I (853–861)
- Martino I (861–879)
- Bonoso (898–940)
- Giovanni II (940–960)
- Giovanni III (960–962) (= papa João XIII )
- Sergio (962–965)
- Martino II (965–968)
- Stefano II (968–1028)
- Dodo (1028–1037)
- N.N (1037–1050)
- Martino III (1050–1059)
- Adalberto (1059–1092)
- Rodolfo (1092–1101)
- Agostino (1101–1125)
- Nicola (1146–1156)
- Pietro (1156–1161) (depois bispo de Spalato)
- Amato (1179–1180)
- Bonifazio (1180–1208) (morreu em 1214)
- Ugolino (1208–1220
- Giovanni IV (1220–1225)
- Gregorio (1225–1232)
- Jacopo Manuseti (1232–1260)
- Orlando (1261–1303)
- Pietro (1316–1322)
- Amanzio (1324–1337)
- Lino (1337–1342)
- Fiorentino(O.S.D.) (1342–1343)
- Agostino Tinacci (1342–1367)
- Guglielmo (1367–1371)
- Luca Bertini (1371–1377) (depois arcebispo de Siena)
- Giacomo Tolomei (1377–1383) (depois bispo de Chiusi)
- Francesco Bellanti (1387–1407) (antes bispo de Veroli; depois de Grosseto)
- Giacomo(O.S.D.) (1407–1408)
- Angelo (1408–1412)
- Donadio (1414–1418)
- Giacomo Boniriposi (1418–1455) (antes bispo de Jesi)
- Lelio (1455–1464)
- Costantino Eroli (1464–1472) (depois bispo de Todi)
- Carlo Boccardini (1472–1498)
- Pietro Guzman (1498–1515)
- Francesco Soderini (1515–1517)
- Ugolino Martelli (1517–1523) (depois bispo de Lecce)
- Carlo II (1523–1524)
- cardeal Paolo Cesi (1524) (admin.apostólico)
- Bartolomeo Cesi (1524–1537)
- Giovanni Rinaldi Montorio (1538–1546)
- Pietro Donato Cesi (1546–1566) (morreu em 1588)
- Romolo Cesi (1566–1578)
- Erolo Eroli (1578–1600)
- Giovanni Battista Toschi (1601–1632)
- Lorenzo Azzolini (1632–1632)
- Giovanni Paolo Buccerelli (1634–1656)
- Raimondo Castelli (1656–1670)
- Ottavio Avio (1670–1682)
- Giuseppe Felice Barlacci (1682–1690)
- Francesco Picarelli (1690–1708)
- Francesco Saverio Guicciardi (1709–1718) (depois bispo de Cesena)
- Gioachino Maria de'Oldo (1718–1725) (depois bispo titular de Castoria)
- Nicola Terzago (1725–1760)
- Prospero Celestino Meloni (1760–1796)
- Antonio David (1796–1818)
- Antonio Maria Borghi (1818–1834)
- Gioachino Tamburini (1834–1842) (depois bispo de Cervia)
- Giuseppe Maria Galligari (1842–1858)
- Giacinto Luzi (1858–1873)
- Vitale Galli (1873–1890)
- Cesare Boccanera (1890–1905) (morreu em 1915)
- Francesco Moretti (1905–1907) (depois bispo de Terni e Narni)
- Francesco Maria Berti(O.F.M. Conv.) (1921) (admin.apost.)

## Lista dos Bispos de Terni
- S.Pellegrino I. (138–142)
- S.Antimo (156–165) (depois bispo de Spoleto)
- S.Valentino de Terni(Valentino I) (197- 273)
- S.Procolo I (304–310)
- S.Volusiano (310- ca. 330)
- S.Siro I (ca. 340-ca. 345)
- Antemio (ca. 400–430)
- Aleonio (430–436)
- Omobono (436–465)
- Pretestato (465–467)
- Costantino I (467–469)
- Pietro I (469–499)
- S.Felix (499–504)
- S.Valentin II. (520–533)
- S.Procolo II. (533–542)
- S.Siro II. (542–554)
- S.Valentin III. (554–558)

### União Das Dioceses De Terni E Narni (558-730)
- Giovenale II (558–565)
- Giovanni (565–591)
- Prejecto (591–595)
- Costantino II (595–606)
- S.Anastasio (606–653)
- Costantino III (653–726)
- Trasmondo (742–760)

### União De Terni Com Spoleto (760-1218)
- Rainerio (1218–1254)
- Filippo (1254–1276)
- Pietro II Saraceni (1276–1286) (depois bispo de Monopoli)
- Tommaso I (1286–1296)
- Rinaldo Trinci (1296–1297)
- Pellegrino II (1297–1298)
- Masseo (1299–1316)
- Andrea (1316–1319) (depois bispo de Terracina)
- Egidio da Montefalco (1319–1320)
- Tommaso II dei Tebaldeschi (1323–1359)
- Gregorio Gregori (1334–1359) (pseudobispo)
- Matteo Grumoli (1359–1388)
- Agostino (1384–1389) (pseudobispo)
- Francesco (1389–1406) (depois bispo de Amelia)
- Ludovico Mazzancolli (1406–1457)
- Francesco Coppini (1457–1463)
- Ludovico II (1463–1472)
- Francesco Maria Scelloni (1472) (depois bispo de Viterbo)
- Tommaso Vincenzi (1473–1474) (depois bispo de Pesaro)
- Barnaba Merloni (1474–1481) (depois bispo de Pesaro)
- Giovanni (1482–1485)
- Orso Orsini (1485)
- Giovanni di Fonsalida (1494–1498)
- Francisco Lloris y de Borja (1498–1499)
- Ventura Bufalini (1499–1504) (depois bispo de Città di Castello)
- Francesco Remolino Ilori (1504–1509)
- Pietro Bodoni (1506–1509) (depois bispo de Marselha)
- Luigi d'Apera (1509–1520) (depois bispo de Corona)
- Pompeo Colonna (1520)
- Orazio della Valle (1520- ca. 1527)
- Sebastiano Valenti (ca. 1527–1548)
- Giovanni Giacomo Barba (1546–1553) (depois bispo de Teramo;m.1565)
- Tommaso Scoto (1566–1566)
- Muzio Calini (1566–1570) (depois bispo de Zara)
- Bartolomeo Ferri (1570–1581) (depois bispo de Lettere )
- Girolamo Petroni (1581–1591) (depois bispo de Civita Castellana)
- Giovanni Antonio Onorati (1591–1606)
- Ludovico Ripa (1606–1613)
- Clemente Gera (1613–1625) (depois bispo de Lodi)
- Cosimo Mannucci (1625–1634)
- Francesco Vitelli (1634–1636) (depois bispo de Urbino)
- Ippolito Andreassi (1536–1646) (depois abade de Montecassino)
- Francesco Angelo Rapaccioli (1646–1656)
- Sebastiano Gentili (1656–1667) (depois bispo de Anagni)
- Pietro Lanfranconi (1667–1674)
- Carlo Bonafaccia (1675–1683) (depois bispo de Ortona)
- Sperello Sperelli (1684–1698) ( morreu em 1710)
- Cesare Sperelli (1698–1720)
- Teodoro Pongelli (1720–1748)
- Cosimo Pierbenedetto Maculani (1748–1767)
- Agostino Felice de' Rossi (1768–1788)
- Carlo Benigni (1796–1822)
- Domenico Armellini (1822–1828)
- Nicola Mazzoni (1829–1842)
- Vincenzo Tizzani, C.R.L. (1843–1848)
- Nicola Abrate (1848–1849) (depois bispo de Sidonia)
- Antonio Magrini (1849–1852) (depois bispo de Forlì)
- Giuseppe Maria Severa (1852–1870)
- Antonio Belli (1871–1897)
- Francesco Bacchini (1898–1905)
- Francesco Moretti (1905–1921)
- Cesare Boccoleri (1921–1940) (depois arcebispo de Modena)
- Felice Bonomini (1940–1947) (transf. p/ Como)
- Giovanni Battista Dal Para  (1948–1972)  (morreu em 1990)
- Santo Bartolomeo Quadri (1973–1983) (transf. p/ Modena)
- Franco Gualdrini (1983–2000)
- Vicenzo Paglia (2000–2012)
- Giuseppe Piemontese (2014-2021)
- Francesco Antonio Soddu (2021-presente)

## Lista dos Bispos de Amelia
- Stefano (c.420)
- Hilário (citado em 465)
- Tiburtino (466)
- Martiniano (484)
- Salustio 499
- S.Himério c.520
- Diodato(Adeodato) 647
- Teodoro 680
- Pietro 721
- Sinibaldo 761
- Benedetto 826
- Albino 853
- Leo 861
- Pascásio(Pascoal) 868-879
- Ortodolfo c.965?
- Diodato(Adeodato) II 1065
- Jacopo I 1116
- Jacopo II 1196-1217
- Otho 1225
- cardeal Gualtério 1255-1264  (transf. p/ Atri-Penne)
- Bartolomeo de Benevento (O.P) 1264-antes de 1280  (antes bispo de Larino)
- Mauro (O.S.B)  1286-1300?
- Michel 1321-1322
- Alemanno di Galgano 1322-?  (transf. de Castro)
- Giovanni Grocei 1327-1328    (transf. p/ Venafro)
- Manno Tornibelli 1328-1363
- Gerardo Roberti(Rossi?) (O.M) 1363-?
- Francesco d´Amelia 1373-1389   (transf.p/ Terni)
- Corrado de Cloaco? 1390-1392   (antes bispo de Sulcis;depois bispo de Oristano)
- Stefano Bordoni 1392-1410?       (transf.p/ Telese mas não efetivado por falecimento)
- Andrea Berardi(Moriconi?) (O.Er.S.A) 1410-?
- Filippo Ventorelli ? 1426-1442
- Ugolino Nacci (O.Er.S.A) 1443-?
- Ruggero Mandosi 1444-1484
- Cesare Nacci 1484-1504
- Giustiniano Moriconi 1504-1523
- Giovanni Domenico Moriconi 1523-1558
- cardeal Baldo Ferratini 1558-1562 (transf. de Lipari)
- Bartolomeo Ferratini 1562-1571
- Mariano Vettori 1571-1572 (transf. p/ Rieti)
- Giovanni Antonio Lazari 1572-1591
- Antonio Maria Graziani 1592-1611
- Antonio Maria Franceschini 1611-1612
- Francesco Cennini de´Salamandri 1612-1623 (cardeal em 1621;transf. p/ Faenza)
- Domenico Pichi 1623-1633
- Torquato Perotti 1633-1642
- Gaudenzio Pola  1643-1679
- Giuseppe Salustio Fandolfi 1679-1685 (transf. p/ Ascoli)
- Giovanni Battista Antici 1685-1690
- Giuseppe Crispini 1690-1721 (transf. de Bisceglia)
- Giovanni Battista Renzoli 1721-1743?
- Giacomo Filippo Consoli 1743-1770 (transf. de Germanicopolis i.p.i)
- Tommaso Struzieri (passionista) 1770-1775 (transf. de Tinos e Micona;transf. p/ Todi)
- Francesco Ângelo Jacoponi 1775-1785
- Carlo Fabi 1785-1798
- Francesco Gazzoli 1800-1805 (transf.de Cittá della Pieve;transf. p/ Todi)

## Sé vacante 1805-1828
- Vincenzo Macioti 1828-1836 (transf. p/ Ferentino)
- Mariano Brasca Bartocci 1836-1851
- Salvatore Valentini 1851-1855
- Niccoló Pace 1855-1881  (transf. p/ Eumenia i.p.i)
- Eusebio Magner (capuchinho) 1881-1882  (transf. p/ Orvieto)
- Eugenio Clari 1882-1892  (transf. p/ Viterbo)
- Vincenzo Giuseppe Veneri 1893-1906
- Francesco Maria Berti 1907-1938
- Vincenzo Lojali 1938-1966 (último bispo)
- A partir de 1966:os administradores apostólicos são os bispos de Terni-Narni;Em 1983 o bispo de Terni-Narni também é ordenado bispo de Amélia reunindo as três dioceses.A união de fato ocorreu em 1986.